# Raja Pervaiz Ashraf
Raja Pervaiz Ashraf (urdu: راجہ پرویز اشرف; født 26. december 1950, Sanghar, Pakistan) er en pakistansk forretningsmand, agronom og politiker for Pakistans Folkeparti, der var den 17. premierminister i Pakistan mellem 2012-2013. Mellem 2008-2011 også minister for vand og energi.